# Архиепархия Утрехта (старокатолическая)
Архиепархия Утрехта (лат. Archidioecesis Ultraiectensis, нидерл. Aartsbisdom Utrecht) — архиепархия Голландской старокатолической церкви с центром в городе Утрехт, Нидерланды. Одна из трёх старокатолических епархии в Нидерландах. В архиепархию Утрехта входят епархия Харлема и титулярная епархия Девентера.

## История
В конце XVII века среди голландской общины Римско-Католической церкви распространилась ересь янсенизма, которая стала причиной отделения части католического духовенства от Римско-Католической церкви. В 1702 году утрехтский епископ Петер Кодд поддержал сторонников янсенизма. В 1702 году Римский папа Климент IV сместил с утрехтской кафедры епископа Петера Кодда. 27 апреля 1723 года на утрехтскую кафедру сторонники раскола избрали епископа Корнелиуса Стиновена. Римский папа Бенедикт XIII отлучил от церкви Корнелиуса Стиновена. Это отлучение стало началом Голландской старокатолической церкви.
В 1723 году была образована архиепархия Утрехта Голландской старокатолической церкви. Ординарием архиепархии Утрехта в настоящее время является епископ Йорис Веркаммен. Архиепархия Утрехта состоит из 16 приходов. Кафедральным собором архиепархии Утрехта является Собор святой Гертруды в Утрехте.

## Список епископов
- Cornelius van Steenoven (1724—1725);
- Cornelius Johannes Barchman Wuytiers (1725—1733);
- Theodorus van der Croon (1734—1739);
- Petrus Johannes Meindaerts (1739—1767);
- Walter van Nieuwenhuisen (1768—1797);
- Johannes Jacobus van Rhĳn (1797—1808);
- Willibrord van Os (1814—1825);
- Johannes van Santen (1825—1858);
- Henricus Loos (1858—1873);
- Johannes Heykamp (1875—1892);
- Gerardus Gul (1892—1920);
- Franciscus Kenninck (1920—1937);
- Andreas Rinkel (1937—1970);
- Marinus Kok (1970—1982);
- Antonius Jan Glazemaker (1982—1999);
- Joris Vercammen (с 2000 — по настоящее время).